# Сивухина, Ольга Васильевна
Ольга Васильевна Сивухина (1895, Каргопольский уезд, Олонецкая губерния — не ранее 1968) — российский и советский учитель и сельскохозяйственный деятель. Герой Социалистического Труда (1949).

## Биография
Ольга Сивухина родилась в 1895 году в Каргопольском уезде Олонецкой губернии (сейчас Каргопольский район Архангельской области) в семье священника.
В 1912 году окончила женскую гимназию. После этого работала учительницей в сельской школе, в конце 1930-х годов — в Ворошиловской школе Закинельского сельсовета Петровского (сейчас Похвистневского) района Куйбышевской (сейчас Самарской) области. Всего проработала в школе 34 года. За выдающиеся успехи в деле школьного обучения и советского воспитания детей в сельских школах, за отличную постановку учебной работы и активное участие в общественной жизни в деревне была награждена орденом «Знак Почёта».
В 1943—1945 годах параллельно была председателем Закинельского сельсовета, а позже — его финансовым агентом.
В 1946 году была назначена председателем колхоза имени Кирова Петровского района с центральной усадьбой в посёлке Подколки. Хозяйство под руководством Сивухиной быстро стало передовым: в 1947 году первым в районе выполнило план по заготовке зерна, в 1947—1948 годах было лучшим в районе по всем видам сельхозработ. В 1948 году коневоды колхоза имени Кирова вырастили 38 жеребят от 40 кобыл, которые были в стаде к началу года.
5 июля 1949 года Указом Президиума Верховного Совета СССР за получение высокой продуктивности животноводства в 1948 году получила звание Героя Социалистического Труда с вручением ордена Ленина и золотой медали «Серп и Молот».
В дальнейшем колхоз имени Кирова под руководством Сивухиной продолжал лидировать в районе. В 1971 году он был присоединён к совхозу «Рабочий».
Член КПСС с 1940 года. Была депутатом Верховного Совета РСФСР 3-го созыва (1951—1955), с 1947 года — депутатом Куйбышевского областного Совета депутатов трудящихся.
Жила на территории Закинельского сельсовета.
Умерла не ранее 1968 года.
Награждена орденами Ленина (5 июля 1949), «Знак Почёта» (4 мая 1939), медалями.